# Distretto di Masyaf
Il distretto di Masyaf (in arabo منطقة مصياف‎?) è uno dei cinque distretti del governatorato di Hama, in Siria. Il capoluogo è la città di Masyaf. Esso è suddiviso a sua volta in cinque sottodistretti: Masyaf, Jubb Ramlah, Awj, Ayn Halaqim e Wadi al-Uyun.